# Hemiceras pagana
Hemiceras pagana är en fjärilsart som beskrevs av William Schaus 1901. Hemiceras pagana ingår i släktet Hemiceras och familjen tandspinnare. Inga underarter finns listade i Catalogue of Life.